# Bruno Boguszewski
Bruno Boguszewski (ur. 14 marca 1907 w Strzelcach Wielkich, zm. 23 października 1987) – polski duchowny rzymskokatolicki, „Sprawiedliwy wśród Narodów Świata”.

## Życiorys

### Przed 1939 r.
Bruno Boguszewski pochodził z Wygody, przysiółka Niedzielisk, gdzie miał rodzinę. Jego rodzicami byli Paweł i Anna z domu Józefczyk. Miał troje rodzeństwa: Bogumiła, Bogdana i siostrę Romanę. W latach 1918–1926 uczęszczał do Gimnazjum im. Henryka Sienkiewicza w Krakowie. Był absolwentem Seminarium Duchownego w Krakowie. Na kapłana został wyświęcony 1 lutego 1931 r. Przed 1939 r. pracował w parafiach w Żywcu (1931–1934), Zakopanem (1934–1935) czy też był zastępcą sekretarza Katolickiego Stowarzyszenia Młodzieży (1935–1937; później jako sekretarz 1937–1945).

### II wojna światowa
W trakcie II wojny światowej ks. Bruno Boguszewski, wykorzystując fakt, że prowadził parafialny rejestr urodzeń w kościele świętego Łazarza w Krakowie (jak wierni nazywali kościół Niepokalanego Poczęcia NMP w Krakowie, filialny kościół parafii św. Mikołaja, przy której w latach wojny posługiwał Boguszewski), ocalił dzieci żydowskie nadając im aryjską metrykę urodzenia. Jedną z kobiet zawdzięczających mu życie była Anna Carter. Po ucieczce z getta krakowskiego uzyskała metrykę urodzenia dla swojej ośmioletniej córki, Aliny. Później zaś, dla czteroletniego syna Zygmunta. Boguszewski dał jeszcze pięć takich świadectw z nazwiskami dzieci katolickich do rozdysponowania między potrzebujących Żydów, zagrożonych przez Niemców. Ponadto, ks. Boguszewski zapewnił schronienie Alinie Carter w domu swoich znajomych w Chrzanowie, gdzie pozostała aż do wyzwolenia. Niestety, jej bratu nie udało się przetrwać – donosiciele zaalarmowali Niemców, którzy przybyli i zamordowali chłopca. Od 1942 r. do 1944 pracował w parafii św. Józefa w Krakowie.

### Po 1945 r.
Po wojnie pełnił funkcję administratora kościoła w Więcławicach Starych (do 1966 r.) na terenie parafii św. Jakuba Apostoła (później jako proboszcz, 1966–1975). W latach 1975–1976 był rezydentem parafii Wszystkich Świętych w Krakowie, później zaś parafii Bożego Ciała (do 1987). Później został rezydentem w Gaubitsch, w Austrii.
28 maja 1978 r. Instytut Jad Waszem uhonorował Bruna Boguszewskiego medalem „Sprawiedliwy wśród Narodów Świata”.